# تشاه تلخ أب العليا (بابويي)
تشاه تلخ أب العليا (بالفارسية: چاه تلخآب علیا) هي قرية تقع في إيران في قسم بابويي الريفي. يقدر عدد سكانها بـ 369 نسمة بحسب إحصاء 2016.